# Catedral basílica de Esquipulas
La Iglesia Basílica Santuario del Santo Cristo Crucificado de Esquipulas o Basílica del Santo Cristo Crucificado de Esquipulas es un templo de estilo barroco ecléctico ubicado en la ciudad de Esquipulas, del Departamento de Chiquimula, en Guatemala, y que alberga a la venerada imagen del Señor de Esquipulas. Tiene estatus de Basílica menor y santuario católico.
Es considerado el principal recinto católico de Centroamérica y uno de los más visitados en el mundo, anualmente unos cinco millones y medio de peregrinos visitan el santuario, de los cuales cerca de 1 millón 500 mil lo hacen en los días cercanos al 15 de enero día en que se festeja al Señor de Esquipulas y otros lo hacen el día 9 de marzo día que se festeja la llegada de la imagen a la ciudad de Esquipulas, hecho sucedido el jueves 9 de marzo de 1595.

## Descripción
Sobre una plataforma de cien metros de largo por cincuenta de ancho y orientada de norte a sur se levanta la impresionante Basílica de sesenta metros de largo por treinta de ancho y dieciocho de altura en su parte central en que se colocó un reloj que según algunos fue dañado por una descarga atmosférica y según otros por los terremotos de Santa Marta. En los cuatro extremos se levantan las torres de cincuenta metros de alto donde se encuentran los campanarios en el tercer nivel de la torre frontal derecha.
Internamente la Basílica consiste en tres naves, dos laterales menores y una central sobre la que se encuentra una cúpula adornada con mosaicos monócromos.
El acceso consiste en una larga escalinata de doble vía de piedra labrada con barandajes de concreto y entradas laterales más estrechas.

## Primer Templo del Señor de Esquipulas
Cuando la imagen del Cristo de Esquipulas fue llevada a esta ciudad el 9 de marzo de 1595 fue colocada en una ermita. Los primeros peregrinos llegaron a venerar la imagen a este lugar y a finales del siglo XVI las peregrinaciones o romerías eran tan numerosas que este primer hogar fue insuficiente. La imagen fue entonces trasladada a la iglesia parroquial cuando se finalizó su construcción alrededor de finales del siglo XVII.

## Santuario del Señor de Esquipulas

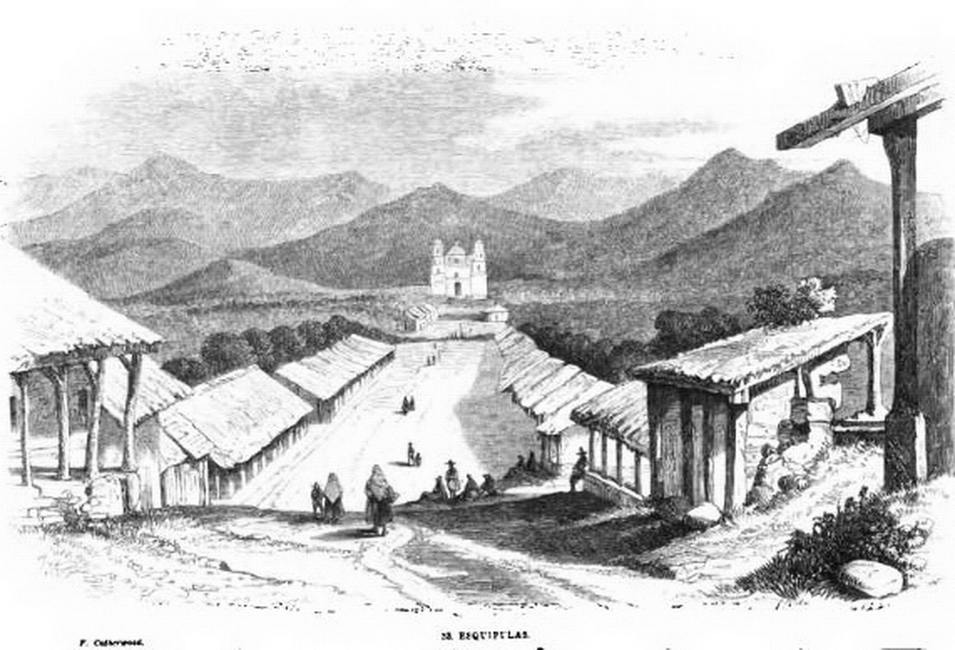
Grabado de John Lloyd Stephens, antropólogo inglés que visitó la región entre 1839 y 1840, durante las guerras centroamericanas y el régimen de Rafael Carrera.

En 1740 el XV Obispo de Guatemala, fray Pedro Pardo de Figueroa, con el fin de atender a las cada vez más crecientes peregrinaciones dedicadas al Cristo de Esquipulas, encomendó la construcción de un templo mayor a Felipe José de Porres, hijo de Diego de Porres y nieto de José de Porres, arquitectos mayores de la ciudad capital del Reino de Guatemala, Santiago de los Caballeros en donde se encontrara el campo de algodón de donde provinieron los fondos para pagar la construcción.  La motivación fundamental del Arzobispo era la gratitud por un milagro recibido en su persona ya que él mismo llegó gravemente enfermo al pequeño pueblo de Esquipulas y postrado ante la bella imagen oró con insistencia al Señor implorando su curación, hecho sucedido inmediatamente en lo que era el primer Santuario del Señor de Esquipulas, y que luego se convirtió en la Parroquia de Santiago cuando la imagen fue trasladada al nuevo templo.
Fray Pedro Pardo de Figueroa falleció el 2 de febrero de 1751 durante una visita al pueblo de Esquipulas, momentos que aprovechaba para supervisar la construcción de su anhelado Santuario.  Fue sepultado en el Santuario del Señor, según su última voluntad.  Fray Pedro Pardo de Figueroa fue sustituido por Monseñor Francisco de Figueredo y Victoria, quien continuó la construcción del Templo, la cual se culminó a finales de 1758.  El 4 de noviembre de 1758 decretó que la fecha de la solemne dedicación del nuevo Santuario sería el 4 de enero de 1759.  La dedicación del mismo se realizó por Diego Rodríguez de Rivas y Velasco, Obispo Comayagua, y fray de José Montezuma, Obispo de Ciudad Real, Chiapas, ya que el Arzobispo  Francisco de Figueredo y Victoria no pudo realizarla por problemas de salud.
La imagen del Cristo de Esquipulas fue trasladada al nuevo templo el sábado 6 de enero de 1759 en una procesión a lo largo de la cual los sacerdotes de Camotán, Tejutla, Jutiapa y Mita elaboraron altares. La fiesta de ese año se culminó el 18 de enero con el traslado de los restos de Fray Pedro Pardo de Figueroa desde la iglesia parroquial hacia el nuevo templo.
En 1840, el antropólogo John Lloyd Stephens visitó Esquipulas, y la describió así: «Después de desayunar nos dirigimos a visitar el único objeto de interés en el lugar, la gran iglesia de peregrinación, el Lugar Santo de Centro América. Cada año, el 15 de enero, peregrinos lo visitan, llegando de lugares tan distantes como Perú o México; las penurias de los viajeros en esta peregrinación son comparables con las que sufren quienes peregrinan a La Meca.  Como en el Este, "no está prohibido comerciar durante el peregrinaje"; y cuando no hay guerras que pongan en peligro a los viajeros, ochenta mil personas se han reunido en el lugar para rendirle culto a "Nuestro Señor de Esquipulas".» En ese tiempo, la población de Esquipulas ascendía a 1500 indígenas y sólo tenía una calle de aproximadamente una milla de largo con casas de adobe a ambos lados y con un puente que pasaba sobre un riachuelo, afluente del río Lempa. El área estaba prácticamente despoblada y la vista desde el puente era magnífica.
En cuanto al templo, Stephens lo describió así: El templo, que se erige en solitario en medio de una región salvaje y desolada parecía la obra de un hechizo.  La fachada era rica estaba profusamente adornada con enormes imágenes de estuco y en cada esquina había una torre, y sobre la cúpula una aguja que en su cúspide mostraba a los cuatro vientos la corona del otrora orgulloso imperio que arrebató la mayor parte de América a sus propietarios legítimos, la dominó por tres siglos con mano de hierro, y anora no tenía ni un pie de tierra, ni un súbdito en todas estas tierras.  Entraron a las iglesia por un magnífico portal, ricamente adornado con imágenes cristianas.  Dentro de la iglesia estaba la nave con dos pasillos, separados por filas de plastras de nueve pies cuadrados, y un domo magnífico, resguardado por ángeles con las alas extendidas.  En las paredes hay pinturas, algunas de ellas de artistas guatemaltecos y otras que se habían traído desde España; y los altares estaban llenos de imágenes de santos, algunas de las cuales estaban hechas con una manufactura exquisita.  El púlpito esta recamado en oro, y el altar estaba protegido por una reja de hierro con balaustradas de plata y adornado con seis pilares plateados de aproximadamente dos pies de alto y dos ángeles montado guardia en los escalones.  Frente al altar, en una fastuosa capilla, está una imagen del Salvador en la cruz, "Nuestro Señor de Esquipulas", a quien está consagrada la iglesia, famosa por sus poderes milagros.  Cada año miles de creyentes ascienden las escaleras de este templo de rodillas, o cargando una pesada cruz, y a quienes no se les permite tocar la sagrada imagen, pero que se van felices por haber podido obtener un pequeño cintillo con las palabras "Dulce nombre de Jesús".»

## Basílica del Señor de Esquipulas
En el año de 1956 el Papa Pío XII erigió la Prelatura Nullius del Santo Cristo de Esquipulas, constituida por el Municipio de Esquipulas y con el Santuario de Esquipulas como sede. Asimismo, el Señor Arzobispo de Guatemala, Monseñor Mariano Rossell y Arellano fue nombrado Primer Prelado de Esquipulas, quien se preocupó por buscar una orden religiosa que se hiciese cargo de la atención del Santuario, encontrando apoyo finalmente en la Abadía Benedictina de San José, ubicada en Luisiana, Estados Unidos. La orden envió tres monjes en 1959 a Esquipulas con la misión de fundar el Monasterio Benedictino de Esquipulas que tiene a su cargo la atención de la Basílica actualmente.
En 1961 Monseñor Rossell dirigió una petición al Santo Papa Juan XXIII, solicitando la elevación del Santuario de Esquipulas a la Dignidad de Basílica Menor.  El Papa Juan XXIII con base en aspectos religiosos, culturales e históricos elevó el Santuario de Esquipulas al rango de Basílica Menor.
La Basílica de Esquipulas fue visita por Su Santidad Juan Pablo II el 6 de febrero de 1996 en ocasión de su II Viaje Apostólico a Guatemala.  En dicha ocasión la motivación era la celebración de los 400 años de veneración de la Consagrada Imagen del Santo Cristo de Esquipulas.

## La Caravana del Zorro
La Caravana del Zorro es un evento anual en el que miles de motociclistas se reúnen en la capital guatemalteca y realizan un peregrinaje de más de 200 kilómetros hasta la Basílica de Esquipulas. El evento comenzó como un peregrinaje que Rubén Villadeléon (apodado “El Zorro”) realizara en 1961 con un grupo de aproximadamente 6 amigos. El evento ha crecido con el paso de los años hasta alcanzar aproximadamente 50 000 participantes. El peregrinaje cuenta con apoyo del gobierno que facilita el tránsito de los motociclistas. Además de fomentar el turismo y la economía local, hoy una fundación reúne fondos que son donados a las escuelas de Guatemala.